# Like-moi !
Like-moi ! est une émission de divertissement hebdomadaire à sketchs québécoise en 56 épisodes de 20 minutes créée par Marc Brunet, et diffusée du 27 décembre 2015 au 14 février 2020 à Télé-Québec. Les deux dernières saisons ont été mises en ligne sur Club Illico pour ses membres, plusieurs mois avant leur diffusion à Télé-Québec. À la troisième saison, de nouveaux personnages se sont ajoutés à la bande. Sonia Cordeau, Yannick De Martino et Mehdi Boussaidan faisaient désormais partie de la distribution. La série se conclut avec une spéciale réunissant tous les comédiens et comédiennes des dernières années.

## Description
Les sketchs humoristiques sont axés sur les relations affectives, amicales et sexuelles de la génération Y. Sur les cinq saisons, la majorité des sketchs sont revisités plusieurs fois, parfois même de la saison 1 à la saison 5.
Dès novembre 2015, l'équipe de Like-moi! poste les sketchs OMG et Je choisis Jonathan sur les réseaux sociaux et deviennent viraux. Le 1er avril 2016, le sketch Regarde la photo du bébé devient viral en France alors qu'un internaute poste la vidéo sur Facebook,.
Le générique d’ouverture est une animation de studio Eltoro et le thème de l'émission est une musique originale de Jean St-Jacques et Marc Brunet, interprétée par Véronic DiCaire.
La série a été adaptée en Allemagne sous le titre Like Uns!.

## Comédiens
- Adib Alkhalidey
- Marie-Soleil Dion
- Karine Gonthier-Hyndman
- Guillaume Lambert
- Philippe-Audrey Larrue Saint-Jacques
- Katherine Levac
- Florence Longpré
- Sonia Cordeau
- Yannick De Martino
- Mehdi Bousaidan
- Jay du Temple (plusieurs apparitions mais ne fait pas partie de la distribution récurrente).

### Sketchs récurrents
- Gaby Gravel (Florence Longpré) est artiste-maquilleuse à la pharmacie de La Prairie et « coach de vie ». Avec 10 sketchs, c'est le personnage qui revient le plus souvent. Elle maquille ses amis en prévision d'un événement spécial. Elle présente la remise de l'Olivier dans la catégorie Meilleure émission spéciale humoristique lors du Gala Les Olivier 2016 animé par François Morency.
- Le chum : Cynthia (Florence Longpré) aide son amie Jenny (Katherine Levac) à se trouver un chum qui a "un char et un pénis".
- Profil Féminin : Émission reprenant les codes des émissions des années 1960. Elle caricature les émissions féminines et parle de sexualité. Les présentatrices (Karine Gonthier-Hyndman et Katherine Levac) font intervenir "deux finissants du Conservatoire d'arts dramatiques de Montréal" (Philippe-Audrey Larrue Saint-Jacques et Florence Longpré) qui s’exécutent sous le couvert de l’anonymat.
- Jacynthe (Karine Gonthier-Hyndman) : Une jeune femme très intense qui enchaîne les premiers rendez-vous sans succès.
- Le thérapeute (Guillaume Lambert) : Un psychologue conjugal misogyne qui accompagne des couples.
- Je choisis Jonathan : Jonathan (Philippe-Audrey Larrue-St-Jacques) et Rebecca-Sophie (Katherine Levac), parodie de téléréalité.
- Les pharmacies Ross-Toupin : Julie Ross-Toupin la caissière (Katherine Levac), Nico Ross-Toupin le stockboy (Guillaume Lambert) et Julien Ross-Toupin le pharmacien propriétaire (Phillipe-Audrey Larrue Saint-Jacques). Ils interviennent durant les commissions de leurs clients, accompagnés de leurs caméras, profitant de chaque opportunité pour promouvoir leur pharmacie.
- Convulsion Charnelle/ Les Dieux de la Chair : Troupe de danseurs érotiques de Repentigny. L’équipe est composée de Maxime Di Angelo (Adib Alkhalidey) est le porte-parole de Convulsion Charnelle et pompier coquin, de River (Guillaume Lambert), policier sensuel et de Stallion (Phillipe-Audrey Larrue Saint-Jacques), le vampire cochon. Ils sont chapeautés par la « maman » de la troupe (Karine Gonthier-Hyndman).

## Récompenses
- Grand prix Ça m'allume, Zapettes d'or[5].
- Série humoristique à la télévision, Gala Les Olivier.
- Gémeaux 2016 de la meilleure série humoristique[9].

## Adaptations
L'émission a été adaptée dans d'autres pays :
- En Allemagne, en 2017, sous le titre #OMG produite par Bavaria Entertainment pour ARD et ZDF. Avec les YouTubeurs ou comédiens Phil Laude, Sarah Liz, Matthias Roll, Lena Liebkind, Pesh Ramin, Jacqueline Feldmann, Jokah Tululu et Constanze Behrends[10].
- En France, Belgique et Suisse, en 2017, en gardant le titre original, dans une co-production entre France Télévisions, la RTBF et la RTS. Au casting : Benjamin Tranié, Aude Gogny-Goubert, Noémie Chicheportiche, Sarah Suco, Bérangère McNeese, Benoît Moret, Omar Mebrouk et Charles Nouveau[11].